# E33号線
E33号線 (E33ごうせん、英: European route E33) は、欧州自動車道路のAクラス幹線道路。全線がイタリアにあり、パルマ – ラ・スペーツィアを結ぶ。

## 経路

### 経過する主要都市
- イタリア
  - E35 – パルマ
  - E80 – ラ・スペーツィア